# Cliff Lazarenko
Cliff Lazarenko (* 16. März 1952 in Liss) ist ein ehemaliger englischer Dartspieler. Sein Spitzname war „Big Cliff“, begründet in seiner Körpergröße von 193 cm und seinem Gewicht von deutlich mehr als 100 kg.

## Leben
Lazarenko wurde in Liss, einem Dorf in der Grafschaft Hampshire, geboren und wuchs in Greatham auf. Hier betreibt er gemeinsam mit seinen Eltern eine Werkstatt. Er trainierte oft in einer lokalen Kneipe, The Queen. Später zog Lazarenko nach Wellingborough um. Bevor er 1975 ein professioneller Dartspieler wurde, arbeitete er als Hilfsarbeiter.
Mitte der 2000er-Jahre hatte Lazarenko immer wieder gesundheitliche Probleme, verlor zudem sichtlich an Gewicht, und musste daher die Teilnahme an einigen Turnieren absagen.

## Karriere
In den 1970ern trat Lazarenko zum ersten Mal im Fernsehen auf, bei der Show Indoor League. In der Folge gewann er mehrere Einzel- und Doppeltitel. Er gewann zudem die British Open 1980 sowie 1984 und erreichte vier Mal das Halbfinale einer Weltmeisterschaft. 1980 verlor er dort gegen Bobby George, im Jahr darauf konnte er George im Viertelfinale bezwingen, war dann allerdings gegen den späteren Sieger Eric Bristow deutlich unterlegen. 1985 erreichte er das Halbfinale erneut, dieses Mal hatte er keinen Satz bis hierhin abgegeben. Dabei bezwang er in seiner Auftaktpartie den Singapurer Paul Lim 2:0, im Achtelfinale den Schweden Stefan Lord 3:0 und im Viertelfinale den Nordiren Fred McMullan 4:0. Letztlich musste er sich im Halbfinale knapp dem Engländer John Lowe mit 3:5 geschlagen geben. Letztmals konnte Lazarenko 1990 ein Halbfinale einer Weltmeisterschaft spielen, scheiterte allerdings auch hier kurz vor dem Finale durch ein 0:5 gegen den späteren Sieger und Rekordweltmeister Phil Taylor.
Big Cliff gewann zudem mehrfach den Dartsathlon (ein Event, bei dem mit 15 Darts möglichst viele Punkte auf verschiedenen Doppelfeldern, Triplefeldern und dem Bullseyes erzielten werden sollten, ergänzt durch 501-Legs) in den 1980er-Jahren, 1982, 1983, 1985 und 1986. Darüber hinaus gewann er das Autumn Gold Masters 1984 und 1986, das British Matchplay 1979, den British Gold Cup 1984, die Jersey Open 1982 und 1983, sowie die Danish Open 1981 und 1983. Einer breiten Öffentlichkeit wurde er durch den Sieg bei den Marlboro Masters 1977 bekannt.
Lazarenko war einer von 16 Spielern, die sich 1993 von der British Darts Organisation (BDO) abspalteten und die World Darts Council, später umbenannt in Professional Darts Corporation (PDC) gründeten. Auch wenn er es schaffte seine Popularität bei den Fans aufrechtzuerhalten, konnte er seine guten Leistungen bei der PDC World Darts Championship nie wiederholen, sieben Mal scheiterte er in der 1. Runde oder der Gruppenphase, nur 1999 stand ein Viertelfinale zu Buche. Bei anderen PDC-Turnieren konnte Lazarenko jedoch überzeugen. Er erreichte so das Halbfinale des World Matchplay 1995, schlug dabei Dennis Smith, Shayne Burgess, und Nigel Justice auf seinem Weg, bevor Dennis Priestley ihn besiegen konnte. 2001 erreichte er das Viertelfinale beim World Matchplay.
Trotz seiner gesundheitlichen Schwierigkeiten und einer damit verbundenen Pause, nahm Lazarenko 2007 an den UK Open in Bolton teil und schaffte es dort auch auf die TV-Bühne, gewann zwei Begegnungen an einem Abend und gewann am nächsten Abend ein weiteres Spiel, bevor er sich in der 3. Hauptrunde geschlagen geben musste. 2008 wurde verkündet, dass Lazarenko an der BetFred League of Legends zusammen mit namhaften Spielern wie Bristow, Lowe, George und Bob Anderson teilnehmen wird. Lazarenko erreichte hierbei das Halbfinale, verlor dieses gegen Keith Deller.

## Sonstiges
Im 1981 erschienenen Film American Werewolf, wurde ein Dartspiel zwischen Rab Smith und Lazarenko übertragen im Fernsehen gezeigt, das in der Wohnung der Schauspielerin Jenny Agutter ausgetragen wurde.

## Weltmeisterschaftsresultate

### BDO
- 1978: 1. Runde (0:5-Niederlage gegen  Hillyard Rossiter) (Legs)
- 1979: 1. Runde (0:2-Niederlage gegen  Terry O’Dea) (Sätze)
- 1980: Vierter Platz (1:4-Niederlage gegen  Bobby George im Halbfinale und 0:2-Niederlage gegen  Tony Brown im Spiel um Platz 3)
- 1981: Dritter Platz (1:4-Niederlage gegen  Eric Bristow im Halbfinale und 2:1-Sieg gegen  Tony Brown im Spiel um Platz 3)
- 1982: Achtelfinale (0:2-Niederlage gegen  Nicky Virachkul)
- 1983: Viertelfinale (2:4-Niederlage gegen  Jocky Wilson)
- 1984: 1. Runde (1:2-Niederlage gegen  Ceri Morgan)
- 1985: Halbfinale (3:5-Niederlage gegen  John Lowe)
- 1986: 1. Runde (2:3-Niederlage gegen  Dave Lee)
- 1987: Viertelfinale (0:4-Niederlage gegen  John Lowe)
- 1988: Achtelfinale (2:3-Niederlage gegen  Paul Reynolds)
- 1989: 1. Runde (1:3-Niederlage gegen  Wayne Weening)
- 1990: Halbfinale (0:5-Niederlage  Phil Taylor)
- 1991: Achtelfinale (1:3-Niederlage gegen  Dave Whitcombe)

### PDC
- 1994: Gruppenphase (1:3-Niederlage gegen  Alan Warriner und  Richie Gardner)
- 1995: Gruppenphase (3:2-Sieg gegen  Graeme Stoddart, aber 0:3-Niederlage gegen  Peter Evison)
- 1996: Gruppenphase (1:3-Niederlage gegen  Shayne Burgess und 0:3-Niederlage gegen  Phil Taylor)
- 1997: Gruppenphase (0:3-Niederlage gegen  Peter Evison und 1:3-Niederlage gegen  Steve Raw)
- 1999: Viertelfinale (1:4-Niederlage gegen  Shayne Burgess)
- 2000: 1. Runde (1:3-Niederlage gegen  Dennis Smith)
- 2001: Achtelfinale (0:3-Niederlage gegen  Roland Scholten)
- 2002: 1. Runde (1:4-Niederlage gegen  Roland Scholten)
- 2003: 1. Runde (1:4-Niederlage gegen  John Part)
- 2004: 2. Runde (2:3-Niederlage gegen  Steve Maish)

## Titel

### BDO
- Weitere
  - Malboro Masters: (1) 1977
  - British Matchplay: (1) 1979
  - Autumn Gold Cider Masters: (2) 1984, 1986
  - BDO Gold Cup: (1) 1984
  - World Challenge: (2) 1984, 1985 (jeweils mit der englischen Mannschaft)
  - BDO Nations Cup: (1) 1986 (mit Eric Bristow und John Lowe)

### WDF
- Platinum-Kategorie
  - WDF World Cup Doppel: (1) 1981 (mit Tony Brown)
  - WDF World Cup Teams: (2) 1981 (mit Eric Bristow, Tony Brown und John Lowe), 1987 (mit Bob Anderson, Bristow und Lowe)
  - WDF World Cup Gesamtwertung: (3) 1981, 1985, 1987
  - WDF Europe Cup Doppel: (1) 1984 (mit Cliff Lazarenko)
  - WDF Europe Cup Teams: (4) 1980 (mit Eric Bristow, Cliff Lazarenko und John Lowe), 1982 (mit Bristow, Bobby George und Dave Whitcombe), 1984, 1986 (jeweils mit Bristow, Lowe und Whitcombe)
  - WDF Europe Cup Gesamtwertung: (5) 1978, 1980, 1982, 1984, 1986 (jeweils mit der englischen Mannschaft)
- Open-Turnier
  - British Open: (2) 1980, 1984
  - Denmark Open: (2) 1981, 1983
  - Welsh Open: (1) 1986
  - Los Angeles Open: (1) 1988

### Andere
- Jersey Festival of Darts: (2) 1983, 1993